# Trước vòng chung kết
Trước vòng chung kết là một trong những tác phẩm viết cho lứa tuổi thiếu nhi của nhà văn Nguyễn Nhật Ánh, xuất bản năm 1984.

## Giới thiệu
Truyện kể về phong trào bóng đá học đường giữa những đội bóng của các khu phố, những đội bóng của các phường và giữa những đội bóng của các lớp (cùng trường) với nhau.
Truyện mở đầu bằng trận cầu trên vỉa hè nảy lửa của phong trào bóng đá đường phố giữa đội "Mũi tên vàng" (tức đội khu phố 1) và đội "Sư tử" (tức đội khu phố 2) của phường 2.
Hai đội có thể được xem là "hai đối thủ truyền kiếp", "không đội trời chung", và cùng sở hữu những siêu sao lợi hại, ví dụ như: Tân (Nguyễn Hoàng Tân) là đội trưởng đội "Mũi tên vàng" và Hùng bụi là đội trưởng đội "Sư tử", Hoàng là thủ môn của đội "Mũi tên vàng", được mệnh danh là "thủ môn xuất sắc nhất phường 2", Long quắn là thủ môn của đội "Sư tử", một thủ môn cũng khá xuất sắc ở đấu trường phường 2, Sơn cao cùng với Hùng bụi là hai tiền đạo nổi trội nhất của đội "Sư tử",....
Truyện đề cao tinh thần thể thao chân chính, sự thành thật và cũng nhấn mạnh tầm quan trọng và cần thiết của việc học tập và trau dồi kiến thức.

## Nhân vật
Tân: Tên thật là Nguyễn Hoàng Tân, là siêu sao của đội bóng đá Mũi tên vàng (khu phố 1) và đội tuyển phường 2 sau này. Tuy học khá kém (đã từng học đúp) nhưng bù lại cậu đá bóng rất giỏi. Vị trí sở trường của Tân là tiền đạo. Tân là cầu thủ rất quan trọng trong tất cả các đội bóng mà cậu tham gia, bao gồm: đội Mũi tên vàng, đội bóng của lớp Bốn Một, đội tuyển phường 2,.... Tuy nhiên, Tân lại có khá nhiều khuyết điểm như: không chăm chỉ học tập, dễ nghe lời và làm theo những việc xấu. Tuy vậy, từ sau vụ án "bán độ" tai tiếng trong trận đấu giữa Mũi tên vàng và Sư tử, Tân mới tỉnh ngộ và nhận ra lỗi của mình. Và cũng từ sau khi bố mẹ và thầy cô của Tân yêu cầu cậu phải tập trung học tập trước, rồi sau đó mới tính đến chuyện vui chơi, Tân đã cố gắng chăm chỉ học và học lực của cậu đã tốt hơn trước đây rất nhiều.
Hùng "bụi": Đội trưởng của đội Sư tử (khu phố 2). Vị trí sở trường: Tiền đạo. Nhờ thân hình mập mạp khỏe mạnh và bắp thịt rất cứng, Hùng có khả năng tì đè và loại bỏ đối thủ đang bám theo mình rất dễ dàng. Trước đây, Hùng bụi là trẻ bụi đời, từng có một thời gian ngắn đi học nhưng vì một số lý do, nhất là lý do về chuyện gia đình, cậu quyết định bỏ học. Hùng bụi kiếm sống bằng cách đi nhặt bao ni-lông kể từ đó. Nhưng sau này nhờ nhận thức được tầm quan trọng của việc học, Hùng bụi đã đăng ký đi học lớp phổ cập ban đêm. Cũng như Tân, Hùng bụi là cầu thủ rất quan trọng của những đội bóng cậu thi đấu, như đội Sư tử hay đội tuyển phường 2 sau này.
Hoàng: Thủ môn tài năng của phường 2. Vốn đam mê bóng đá từ bé, từ khi phát hiện ra chỗ đứng của mình là ở trong cầu môn (khung thành), Hoàng bao giờ cũng luôn cố gắng làm tốt nhiệm vụ của mình. Cậu rất thích đối đầu với những chân sút hóc hiểm như: Tân, Hùng bụi,... vì theo Hoàng khi đó, khán giả mới thấy được hết tài nghệ và lòng dũng cảm của cậu. Hoàng chính là thủ môn chủ chốt của nhiều đội bóng như: đội Mũi tên vàng, đội Sư tử, đội tuyển phường 2,.... Tuy vậy, Hoàng cũng để lại tai tiếng không đáng có khi nhiều người cho rằng cậu bán độ trong trận đấu giữa Mũi tên vàng và Sư tử như đã nói trên, khi cậu cố tình bay người sang trái, trong khi đội trưởng Tân của đội Mũi tên vàng lại sút bóng bay thẳng vào lưới. Chính vì pha bóng này mà đội Sư tử không còn quyền vào vòng trong của giải bóng đá phường 2 nữa. Nhưng sau khi điều tra kỹ, mọi người mới biết rằng Tân mới là thủ phạm, còn Hoàng chỉ bất bình trước thái độ của người đồng đội với mình ở đội Mũi tên vàng. Trên lớp, cậu cũng học cùng lớp với nhiều cầu thủ trong đội như: Tân, Thịnh, Thành, Dũng, Dương, Tình, Quân. Trong đội bóng, nhất là khi về đội Sư tử, dù phải cạnh tranh với một số thủ môn khác nhưng bao giờ Hoàng cũng là một nhân tố quan trọng ở vị trí gác đền.
Ngoài ra, trong truyện còn có một số nhân vật khác như: Sơn cao, Long quắn, Sĩ, Thuận ròm, Minh Mông Cổ, Tâm sún (đội Sư tử); Thịnh, Thành, Dũng, Tình, Quân, Dương (đội Mũi tên vàng); Sinh, Ngọc, Diệm, Lộc, Đạo, Luận, Hiệp (khu phố 4); anh Sáu (anh của Tân); chị Nguyên (chị của Tân); anh Long (phụ trách thiếu nhi phường 2); anh Việt (phụ trách bộ môn bóng đá của phòng thể dục thể thao quận), các cầu thủ đội bóng Hải Quan, Cảng Sài Gòn....